# Grande Prêmio da Europa de 2003
Resultados do Grande Prêmio da Europa de Fórmula 1 (formalmente XLVII Allianz Grand Prix of Europe) realizado em Nürburgring em 29 de junho de 2003. Nona etapa da temporada, foi vencido pelo piloto alemão Ralf Schumacher, que subiu ao pódio junto a Juan Pablo Montoya numa dobradinha da Williams-BMW, com Rubens Barrichello em terceiro pela Ferrari.

## Resumo
- Primeira pole position de Kimi Räikkönen.

## Classificação

### Treinos oficiais
| Pos.   | Nº | Piloto                | Equipe           | Q1        | Q2        | Dif.    |
| ------ | -- | --------------------- | ---------------- | --------- | --------- | ------- |
| 1      | 6  | Kimi Räikkönen        | McLaren-Mercedes | 1:29.989  | 1:31.523  |         |
| 2      | 1  | Michael Schumacher    | Ferrari          | 1:30.353  | 1:31.555  | + 0.032 |
| 3      | 4  | Ralf Schumacher       | Williams-BMW     | 1:30.522  | 1:31.619  | + 0.096 |
| 4      | 3  | Juan Pablo Montoya    | Williams-BMW     | 1:30.378  | 1:31.765  | + 0.242 |
| 5      | 2  | Rubens Barrichello    | Ferrari          | 1:30.842  | 1:31.780  | + 0.257 |
| 6      | 7  | Jarno Trulli          | Renault          | 1:31.143  | 1:31.976  | + 0.453 |
| 7      | 20 | Olivier Panis         | Toyota           | 1:57.327  | 1:32.350  | + 0.827 |
| 8      | 8  | Fernando Alonso       | Renault          | 1:31.533  | 1:32.424  | + 0.901 |
| 9      | 5  | David Coulthard       | McLaren-Mercedes | 1:30.903  | 1:32.742  | + 1.219 |
| 10     | 21 | Cristiano da Matta    | Toyota           | sem tempo | 1:32.949  | + 1.426 |
| 11     | 14 | Mark Webber           | Jaguar-Cosworth  | 1:35.972  | 1:33.066  | +1.543  |
| 12     | 17 | Jenson Button         | BAR-Honda        | 1:32.479  | 1:33.395  | + 1.872 |
| 13     | 11 | Giancarlo Fisichella  | Jordan-Ford      | 1:32.196  | 1:33.553  | + 2.030 |
| 14     | 12 | Ralph Firman          | Jordan-Ford      | 1:53.893  | 1:33.827  | + 2.304 |
| 15     | 10 | Heinz-Harald Frentzen | Sauber-Petronas  | 1:32.201  | 1:34.000  | + 2.477 |
| 16     | 15 | Antônio Pizzonia      | Jaguar-Cosworth  | 1:57.435  | 1:34.159  | + 2.636 |
| 17     | 16 | Jacques Villeneuve    | BAR-Honda        | sem tempo | 1:34.596  | + 3.073 |
| 18     | 19 | Jos Verstappen        | Minardi-Cosworth | 1:55.921  | 1:36.318  | + 4.795 |
| 19     | 18 | Justin Wilson         | Minardi-Cosworth | 1:54.546  | 1:36.485  | + 4.962 |
| 20     | 9  | Nick Heidfeld         | Sauber-Petronas  | 1:52.300  | sem tempo |         |
| Fonte: |    |                       |                  |           |           |         |

### Corrida
| Pos.   | Nº | Piloto                | Construtor       | Voltas | Tempo/Diferença | Grid | Pontos |
| ------ | -- | --------------------- | ---------------- | ------ | --------------- | ---- | ------ |
| 1      | 4  | Ralf Schumacher       | Williams-BMW     | 60     | 1:34:43.622     | 3    | 10     |
| 2      | 3  | Juan Pablo Montoya    | Williams-BMW     | 60     | + 16.821        | 4    | 8      |
| 3      | 2  | Rubens Barrichello    | Ferrari          | 60     | + 39.673        | 5    | 6      |
| 4      | 8  | Fernando Alonso       | Renault          | 60     | + 1:05.731      | 8    | 5      |
| 5      | 1  | Michael Schumacher    | Ferrari          | 60     | + 1:06.162      | 2    | 4      |
| 6      | 14 | Mark Webber           | Jaguar-Cosworth  | 59     | + 1 volta       | 11   | 3      |
| 7      | 17 | Jenson Button         | BAR-Honda        | 59     | + 1 volta       | 12   | 2      |
| 8      | 9  | Nick Heidfeld         | Sauber-Petronas  | 59     | + 1 volta       | 20   | 1      |
| 9      | 10 | Heinz-Harald Frentzen | Sauber-Petronas  | 59     | + 1 volta       | 15   |        |
| 10     | 15 | Antônio Pizzonia      | Jaguar-Cosworth  | 59     | + 1 volta       | 16   |        |
| 11     | 12 | Ralph Firman          | Jordan-Ford      | 58     | + 2 voltas      | 14   |        |
| 12     | 11 | Giancarlo Fisichella  | Jordan-Ford      | 58     | + 2 voltas      | 13   |        |
| 13     | 18 | Justin Wilson         | Minardi-Cosworth | 58     | + 2 voltas      | 19   |        |
| 14     | 19 | Jos Verstappen        | Minardi-Cosworth | 57     | + 3 voltas      | 18   |        |
| 15     | 5  | David Coulthard       | McLaren-Mercedes | 56     | Spun off        | 9    |        |
| Ret    | 21 | Cristiano da Matta    | Toyota           | 53     | Motor           | 10   |        |
| Ret    | 16 | Jacques Villeneuve    | BAR-Honda        | 51     | Câmbio          | 17   |        |
| Ret    | 7  | Jarno Trulli          | Renault          | 37     | Pressão do óleo | 6    |        |
| Ret    | 20 | Olivier Panis         | Toyota           | 37     | Freios          | 7    |        |
| Ret    | 6  | Kimi Räikkönen        | McLaren-Mercedes | 25     | Motor           | 1    |        |
| Fonte: |    |                       |                  |        |                 |      |        |

## Tabela do campeonato após a corrida
| Pos.   | Piloto             | Pontos |
| ------ | ------------------ | ------ |
| 1      | Michael Schumacher | 58     |
| 2      | Kimi Räikkönen     | 51     |
| 3      | Ralf Schumacher    | 43     |
| 4      | Juan Pablo Montoya | 39     |
| 5      | Fernando Alonso    | 39     |
| Fonte: |                    |        |

| Pos.   | Construtor       | Pontos |
| ------ | ---------------- | ------ |
| 1      | Ferrari          | 95     |
| 2      | Williams-BMW     | 82     |
| 3      | McLaren-Mercedes | 76     |
| 4      | Renault          | 52     |
| 5      | BAR-Honda        | 13     |
| Fonte: |                  |        |

- Nota: Somente as primeiras cinco posições estão listadas.